# يانوش زارينكيويتش
يانوش زارينكيويتش (بالبولندية: Janusz Zarenkiewicz)‏ (مواليد 3 أغسطس 1959) هو ملاكم بولندي، مثّل بلاده في الألعاب الأولمبية الصيفية 1988 وحقق الميدالية البرونزية في فئة الوزن الثقيل السوبر.

## روابط خارجية
يانوش زارينكيويتش على موقع أوليمبيديا (الإنجليزية)
- يانوش زارينكيويتش على موقع اللجنة الأولمبية البولندية (مؤرشف) (البولندية)